# Gérard Favere
Gérard Favere (* 26. Juli 1903 in Avelgem, Belgien; † 6. August 1975 in Kortrijk) war ein belgischer Komponist und Dirigent.

## Leben
Im Blasorchester seines Geburtsortes begann er seine ersten musikalischen Schritte. Er bekam umfassenden Musikunterricht, inklusive Trompete, an der Musikschule von Kortrijk, Belgien. Bei dem Direktor dieser Musikschule studierte er Harmonielehre. Später studierte er am Konservatorium in Gent, Belgien, bei Henry Georges D’Hoedt, Léon Moeremans sowie Jean Decadt, der ihn in die Besonderheiten der Instrumentationslehre einwies. In der späteren Lebensphase ging er erneut nach Gent, um am IPEM (Instituut voor Psycho-akoestik en Elektronische Muziek) noch Elektronische Musik zu studieren.
1930 wechselte er seinen Wohnsitz nach Kortrijk. Von Beruf war er zwar Beamter bei der staatlichen, belgischen Eisenbahn, aber mit Leib und Seele war er Musiker und widmete sein ganzes Leben der Amateur-Musikbewegung. 1928 wurde er Dirigent des Fanfare-Orchesters Sint-Lenaardszonen in Bellegem, Belgien, und wandelte diese Fanfare in ein Blasorchester (Harmonie) um. 35 Jahre blieb er diesem Orchester als Dirigent treu. 1956 wurde er Dirigent des Amateur-Symphonieorchesters in Kortrijk.
1959 wählte ihn das Blasorchester St. Cecilia in Lauwe, Belgien, zu seinem Dirigenten. In Avelgem, seiner Geburtsstadt, dirigierte er das Blasorchester der Freiwilligen Feuerwehr. 1971 wählte man ihn zum Vorsitzenden des West-Flämischen Blasmusikverbandes Flandria.
Seine ersten Kompositionen schrieb er für das Symphonieorchester, später schrieb er auch diese Werke um für Blasorchester, um sich nachher fast ausschließlich der Komposition von Blasorchesterwerken zu widmen.

## Werke

### Werke für Orchester
- 1953 Jubelklanken
- 1974 Fantasia voor Trompet in Ut en orkest

### Werke für Blasorchester
- Leieklanken Konzertmarsch (identisch mit Jubelklanken)
- Eindrücke aus Gletsch (Indrukken uit Gletsch)
- Tussen Eurka en Grimsel
- Salzkammergut
- Temperamento di Bose
- Eeuwfeestklanken
- La Toussuire
- Falon
- Brandweer Avelgem

### Bühnenwerke
- Dossier Baeckelandt – Libretto: Fred Germonprez
- Een sekonde Eeuwigheid – Text: Henri Vergote

| Personendaten    | Personendaten                     |
| ---------------- | --------------------------------- |
| NAME             | Favere, Gérard                    |
| KURZBESCHREIBUNG | belgischer Komponist und Dirigent |
| GEBURTSDATUM     | 26. Juli 1903                     |
| GEBURTSORT       | Avelgem, Belgien                  |
| STERBEDATUM      | 6. August 1975                    |
| STERBEORT        | Kortrijk, Belgien                 |